# Cristian Pinzón
Cristian Pinzón (Armenia, Quindío, Colombia; 29 de noviembre de 1984) es un futbolista colombiano que juega como guardameta y su equipo actual es el Club Deportivo Dragón de la Primera División de El Salvador.

## Clubes
| Club                     | País        | Año         | Partidos |
| ------------------------ | ----------- | ----------- | -------- |
| Deportes Quindío         | Colombia    | 2005 - 2011 | 34       |
| Cortuluá                 | Colombia    | 2011        | 5        |
| Real Cartagena           | Colombia    | 2012        | 9        |
| La Equidad               | Colombia    | 2013 - 2014 | 18       |
| Alianza Atlético         | Perú        | 2015 - 2016 | 33       |
| Universitario de Popayán | Colombia    | 2017        | 16       |
| C. D. Dragón             | El Salvador | 2018        | -        |